# Manuel Velasco de Pando
Manuel Velasco de Pando (Sevilla, 24 de abril de 1888-31 de diciembre de 1958) fue un ingeniero español, miembro de la Real Academia de las Ciencias Exactas, Físicas y Naturales.

## Biografía
Nació en Sevilla el 24 de abril de 1888. Fue ingeniero industrial, jefe de la Sección de Producción Nacional del Ministerio de Industria y Comercio e inspector general consejero presidente del Consejo Superior de Industria además de consejero técnico de las Universidades Laborales y presidente de la Junta Técnica del Instituto de Cálculo del Consejo Superior de Investigaciones Científicas. Era, además, vocal de la Comisión Permanente de Pesas y Medidas, corresponsal de varias academias nacionales y extranjeras. Fue condecorado con la Encomienda de Alfonso XII. Fue nombrado oficial de la Academia de Francia.
Entre sus obras destacan: “Piezas cargadas normalmente a su plano” (1917 y 1923), “Solución general del problema elástico” (1925), “Placa elástica empotrada” (1936), “Placa circular con carga cualquiera” (1936), “Placa continua sobre apoyos aislados” (1936), “Nuevo método para resolver las ecuaciones integrales” (1940), “Arcos circulares y elípticos cargados normalmente a su plano” (1944), “Elasticidad y resistencia de los materiales” (2ª edición,
1946), “Repertorio de funciones” (1949), “Plasticidad, nueva teoría y aplicaciones” (1954).
En el libro Einstein y los españoles: ciencia y sociedad en la España de entreguerras, publicado por el CSIC, el autor, Thomas F. Glick, escribe:  

En el próximo capítulo documento la muy difundida impresión de que los intentos por popularizar la relatividad habían fracasado. Pero esa conclusión fue una reflexión específica sobre la visita de Einstein, cuando se echó la red demasiado extendida, surgiendo un juicio negativo o defensivo por parte de los intelectuales que no tenían formación científica. De hecho la popularización entre ingenieros o ingenieros matemáticos tuvo mucho éxito. Las conferencias de Manuel Velasco de Pando sobre la relatividad fueron, según todos los testimonios, electrizantes. Velasco de Pando (n. 1888) era un industrial sevillano que había recibido el título de ingeniero de la Escuela de Ingenieros Industriales de Bilbao en 1910. En los años 1920 dio conferencias de relatividad en Sevilla y en Bilbao, y el impacto de su exposición sobre un oyente, Antonio Fernández Barreto, gobernador militar de Sevilla, es una descripción explícita del proceso por el que se produce la demanda de divulgación, un testimonio elocuente de la habilidad de Velasco como divulgador, y una reflexión, también, del conocimiento en España de las actividades de Einstein antes de su viaje a este país: Fue cuando el sabio Einstein fue a París al Colegio de Francia a discutir con los sabios franceses sobre su teoría de la Relatividad; creo que fue Painlevé quien principalmente actuó de contradictor. Einstein quedó triunfante de todos sus opositores. Pues bien, yo, que leí esto en la gran prensa, concebí entonces el propósito de enterarme de lo que era la teoría de Einstein y leí a Normand y al abate Moreaux, pero confieso que desde entonces dudé de saber algo de Matemáticas, porque no conseguía comprender en qué consistía aquella doctrina. Por eso fue para mí una revelación el oír al señor Velasco dar, primero en la Academia de Buenas Letras, y luego, en el Ateneo de Sevilla y en el Círculo de Labradores, sendas conferencias sobre la Teoría de la Relatividad de Einstein, acudiendo a ellas tal aglomeración de público que en el Ateneo especialmente estaban llenos el salón de actos, los contiguos y había oyentes hasta en la escalera... Desde entonces yo admiré al señor Velasco de Pando, primero como matemático de altura, por haberse asimilado tan difíciles teorías; luego, como vulgarizador, por haberlas sabido exponer en forma a todos accesible.Velasco inauguró la serie de conferencias de la Asociación de Ingenieros Industriales de Bilbao en 1924 con dos conferencias sobre relatividad, subsiguientemente publicadas, Velasco había sido elegido miembro de la Academia de Ciencias Exactas, y sus conferencias presumiblemente debieron estar marcadas por su sofisticación matemática.

 Falleció el 31 de diciembre de 1958.